# Rus Tuima
Pas d'image ? Cliquez ici

a Compétitions nationales et continentales officielles uniquement.

b Matchs officiels uniquement.
Dernière mise à jour le 15 juin 2024.
Rus Tuima, né le 21 mai 2000 à Suva (Fidji), est un joueur anglo-fidjien de rugby à XV jouant aux postes de deuxième ligne, troisième ligne centre et troisième ligne aile avec les Exeter Chiefs en Premiership depuis 2023.
Formé à Exeter, il commence sa carrière en prêt avec le Plymouth Albion RFC durant la saison 2018-2019. Il fait ensuite son retour dans son club formateur avec qui il joue quelques matchs et remporte notamment le Championnat d'Angleterre en 2021. Puis, il retourne en prêt, du côté des Cornish Pirates lors de la saison 2023-2024. À son retour, il s'impose avec les Chiefs.

## Biographie

### Jeunesse et formation
Rus Tuima naît le 21 mai 2000 à Suva, aux Fidji, puis déménage en Angleterre à l'âge de quatre ans,. Il rejoint les Exeter Chiefs à l'âge de treize ans. Bien qu'il soit né aux Fidji, il choisit de représenter l'Angleterre au niveau international et joue avec la sélection des moins de 18 ans en 2018.
Il est le neveu d'Akapusi Qera, international fidjien de rugby à XV, le frère de Lagi Tuima, internationale anglaise de rugby à XV, et le cousin de Joe Cokanasiga, international anglais de rugby à XV et Phil Cokanasiga, joueur professionnel de rugby à XV,.

### Prêt à Plymouth, aux Cornish Pirates et débuts avec Exeter (2018-2023)
Alors qu'il n'a pas fait ses débuts avec son club formateur, les Exeter Chiefs, Rus Tuima est prêté au Plymouth Albion RFC pour la saison 2018-2019, lui permettant de progresser. Cette saison remarquée lui permet d'être appelé en équipe d'Angleterre des moins de 20 ans pour le Tournoi des Six Nations des moins de 20 ans 2019, puis le Championnat du monde junior de la même année,.
Rus Tuima fait ses débuts professionnels lors du premier match de la saison 2019-2020, en Coupe d'Angleterre contre Bath. Il est titularisé au poste de troisième ligne centre et son équipe l'emporte sur le score de 28 à 14,. Il s'agit de son unique match de la saison. En sélection, il prend part au Tournoi des Six Nations des moins de 20 ans 2020.
La saison suivante, en 2020-2021, il joue pour la première fois en Premiership lors de la cinquième journée, contre les Wasps. Il ne joue que deux matchs de championnat dans une saison qui voit son club atteindre la finale. Dans cette rencontre face aux Harlequins, les Chiefs s'inclinent après une défaite 38-40 en toute fin de partie,. Tuima ne participe pas à cette finale mais remporte tout de même la compétition.
Il marque le premier essai de sa carrière lors de la deuxième journée de championnat de la saison 2021-2022, contre les Northampton Saints, dans une défaite 24-26. Il participe au total à cinq rencontres et inscrit deux essais cette saison avant d'être prêté aux Cornish Pirates pour la saison 2022-2023.

### Révélation avec Exeter (depuis 2023)
De retour de prêt pour la saison 2023-2024, Rus Tuima se révèle durant cette saison et confirme son potentiel. Il est replacé au poste de deuxième ligne par l'entraîneur des avants d'Exeter, Rob Hunter, alors qu'il n'avait joué qu'en troisième ligne jusqu'alors. Il enchaîne ainsi les matchs, jouant vingt-cinq fois durant la saison, dont dix-neuf titularisations. Ses bonnes prestations lui permettent de prolonger son contrat avec son club formateur jusqu'en 2026,. À la fin de la saison, malgré la non qualification d'Exeter pour les phases finales du championnat, il est tout de même élu dans l'équipe type de la saison en Premiership.
Grâce à ses performances en club, Tuima est récompensé lorsqu'il est sélectionné en équipe d'Angleterre A pour participer à un match amical face au Portugal. Il est titularisé en deuxième ligne, marque un essai et les Anglais l'emportent très largement sur le score de 91 à 5,.
Au mois de mai 2024, il est appelé pour la première fois de sa carrière avec le XV de la Rose par Steve Borthwick pour un camp d'entraînement, dans l'objectif de préparer la tournée d'été au Japon et en Nouvelle-Zélande,.

## Palmarès

### En club
- Exeter Chiefs
  - Finaliste du Championnat d'Angleterre en 2021

### Distinctions personnelles
- Membre de l'équipe type du Championnat d'Angleterre en 2024